# ÖIS Supporterklubb Balders Hage
ÖIS Supporterklubb Balders Hage är officiell supporterklubb till det svenska idrottssällskapet Örgryte IS. I dagligt tal kallas klubben ofta enbart för Balders Hage
Antalet medlemmar var 1 102 personer den 31 december 2012.
Supporterklubben grundades 1951 under namnet ÖIS Fotbollsvänner och är därmed en av Sveriges äldsta supporterklubbar. Klubbens ursprungliga stadgar fastställdes den 18 juli samma år. Klubbens syfte var att stötta Örgryte IS fotbollsverksamhet med pengar, jobb och bostäder till nya spelare. 
1977 ändrades namnet till ÖIS Supporterklubb och 2004 fastställdes nuvarande namn, ÖIS Supporterklubb Balders Hage. Namnet Balders hage härrör från platsen där ÖIS bildades och var också namnet på föreningens första idrottsplats.
Sedan 1978 delar klubben ut Supporterklubbens hederspris till den eller de Öisare som gjort en stor idrottsprestation under året. 
Balders Hage var aktieägare i ÖFAB (Örgryte Fotboll AB) där all elitverksamhet för ÖIS fotboll bedrevs. ÖFAB är nu avvecklat efter konkurs varför all idrottslig verksamhet bedrivs i föreningen Örgryte IS.
Supporterklubben arrangerar resor till ÖIS bortamatcher. Via webbshop säljer Balders Hage bland annat souvenirer, medlemskap och biljetter till researrangemang.  
Efter överenskommelse med Örgryte IS svarar Balders Hage för närradioprogrammet "Radio ÖIS".